# 湖南九嶷职业技术学院
26°32′40″N 111°35′57″E / 26.544309°N 111.599121°E
湖南九嶷职业技术学院是位于湖南省永州市冷水滩区，是湖南省一所民办高等专科大学。

## 历史
1980年，农林学家乐天宇创建了“九嶷山学院”，它是中华人民共和国第一所民办高等院校，也是“湖南九嶷职业技术学院”的前身。
1999年，“九嶷山学院”更名为“零陵九嶷山专修学院”。
2005年，“零陵九嶷山专修学院”正式规范名字为：“湖南九嶷职业技术学院”。
2010年，“湖南九嶷职业技术学院”和“湖南潇湘技师学院”正式合并。

## 机构和专业设置
湖南九嶷职业技术学院开设有5个系，2个部，20多个专业。

### 系
机电工程系、医学护理系、汽车工程系、服装设计与艺术系、管理工程系

### 部
公共课部、思政部

## 校训
修德、砺能、自强、笃行

## 荣誉
“高级技工学校”、“国家级重点技工学校” 、“国家高技能人才培训基地”